# 街へいこうよ どうぶつの森 〜たんぽぽ村だより〜
『街へいこうよ どうぶつの森〜たんぽぽ村だより〜』（まちへいこうよ どうぶつのもり たんぽぽむらだより）は、森江真子による日本の漫画作品。

## 概要
『ちゃおデラックス』（小学館）にて2008年冬の増刊号から連載されていて、『ちゃお』にも2009年1月号から2010年3月号まで連載されていた。テレビゲーム『どうぶつの森』シリーズの1つ、『街へいこうよ どうぶつの森』とのタイアップ作品である。

## 登場キャラクター
ハナコ
主人公であり、登場キャラクターで唯一の人間。
たぬきち（Tom Nook）
ハナコのアルバイト先である「タヌキ商会」の主。タヌキ。
レベッカ（Pecan）
目つきの悪いリス。ハナコとは妙に馬が合う。
チョモラン（Rolf）
釣りが趣味のトラ。
アデレード（Melba）
家具コレクターのコアラ。

## 単行本
- 街へいこうよ どうぶつの森 〜たんぽぽ村だより〜（2010年8月27日発売、ISBN 978-4091333803）